# 福民街道 (梅河口市)
福民街道，是中华人民共和国吉林省通化市梅河口市下辖的一个乡镇级行政单位。

## 行政区划
福民街道下辖以下地区：
砂轮社区、桥西社区、永丰村、张家村、常家村、同心村、幸福村、福民村和和盛村。